# Carl Wunsch
Carl Wunsch, né à New York le 5 mai 1941, est un océanographe américain, spécialisé en océanographie physique.

## Biographie
Carl Wunsch naît à New York, dans le quartier de Brooklyn, le 5 mai 1941. Il est scolarisé au lycée à Westport, dans le Connecticut, puis étudie au Massachusetts Institute of Technology (MIT), où il obtient un Bachelor of Science en mathématiques et, en 1967, un doctorat en géophysique, pour lequel son directeur de thèse est Henry Stommel.
Il demeure au MIT, où il mène une carrière d'enseignant-chercheur ; il devient professeur en 1976. Il étudie l'océanographie physique et les relations entre océans et changement climatique. Ses travaux portent notamment sur la tomographie acoustique océanique, dont il a impulsé l'utilisation avec Walter Munk, et il a introduit la modélisation inverse en océanographie physique. Il est par ailleurs à l'origine du programme de recherche World Ocean Circulation Experiment (en) (Programme mondial de recherches sur le climat) et a joué un rôle important dans le lancement du satellite d'océanographie TOPEX/Poseidon,.
En 1979, il participe à la rédaction du rapport Charney, qui conclut à un réchauffement climatique d'origine anthropique à venir au XXIe siècle.
En 2012, il devient professeur émérite au MIT et rejoint l'université Harvard comme professeur invité en océanographie physique et climat,.
Il est interviewé dans le documentaire climatosceptique britannique The Great Global Warming Swindle, diffusé en 2007 ; il indique a posteriori qu'il ignorait que le film aurait un tel parti pris, proteste que ses propos ont été isolés de leur contexte pour laisser accroire aux téléspectateurs que le rôle du CO2 atmosphérique était négligeable, et souligne que son propos visait au contraire à mettre en exergue les risques consubstantiels au réchauffement climatique,.
Carl Wunsch est récipiendaire de l'Henry Stommel Research Award (en) (2000), de la médaille William-Bowie (2006) et de la médaille Walter-Munk (2015),.